# Thứ tự ưu tiên ở Anh và xứ Wales
Sau đây là thứ tự ưu tiên ở Anh và xứ Wales tính đến ngày 20 tháng 10 năm 2012. Tên in nghiêng chỉ ra rằng những người này xếp hạng ở những nơi khác hoặc trong bảng cho giới tính khác cao hơn.

## Nam
- Quốc vương, phân biệt giới tính
- Công tước xứ Edinburgh (chồng quốc vương)
- Thái tử (Thân vương xứ Wales)
- Con trai khác của quốc vương
  - Công tước xứ York
  - Bá tước xứ Wessex
- Cháu trai quốc vương
  - Công tước xứ Cambridge
  - Vương tôn Harry xứ Wales
  - Tử tước xứ Severn
  - Peter Phillips
- Em trai quốc vương (hiện không có)
- Chú quốc vương (hiện không có)
- Cháu trai (con của anh, chị em) quốc vương (Tử tước Linley)
- Cháu trai của cựu quốc vương là Công tước
  - Công tước xứ Gloucester
  - Công tước xứ Kent
- Cháu trai của cựu quốc vương không phải là Công tước (Vương tử Michael xứ Kent)

## Nữ
- Quốc vương (Nữ vương)
- Vương hậu thừa kế (không)
- Vợ của Thái tử (Công tước phu nhân xứ Cornwall)
- Vợ của con trai khác của Quốc vương (Bá tước phu nhân xứ Wessex)
- Con gái quốc vương (Vương nữ Vương thất)
- Vợ của con trai cả của Thái tử (Công tước phu nhân xứ Cambridge)
- Vợ của cháu trai khác của quốc vương (Autumn Phillips)
- Cháu gái quốc vương
  1. Vương tôn nữ Beatrice xứ York
  2. Vương tôn nữ Eugenie xứ York
  3. Lady Louise Windsor
  4. Zara Phillips
- Vợ của em trai quốc vương (không)
- Em gái quốc vương (không)
- Vợ của chú quốc vương (không)
- Dì của quốc vương (không)
- Vợ của cháu trai quốc vương (Nữ tử tước Linley)
- Cháu gái quốc vương (con của anh, chị em) Lady Sarah Chatto)
- Cháu dâu của cựu quốc vương (chồng là Công tước)
  1. Nữ Công tước xứ Gloucester
  2. Nữ Công tước xứ Kent
- Cháu dâu của cựu quốc vương (chồng không phải là Công tước)
  1. Công chúa Michael xứ Kent
- Em họ quốc vương (Vương tôn nữ Alexandra, The Hon. Lady Ogilvy)